# Manuel Mirat
Manuel Mirat Santiago (Cáceres, España, 1970) es un abogado y ejecutivo español.

## Trayectoria
Es licenciado en Derecho por la Universidad de Salamanca (1988-93) y PADE (Programa de Alta Dirección de Empresas) por la escuela de negocios IESE de la Universidad de Navarra (2008-2009).
Inició su carrera profesional en 1995 en Arthur Andersen como abogado y dos años después, en 1997, se incorporó a Prisa donde asumió diferentes funciones corporativas, entre ellas la dirección Financiera -de enero de 2001 a octubre de 2004- y donde se situó en dos décadas al frente de la dirección ejecutiva.
De octubre de 2004 a marzo de 2009 fue consejero delegado de Prisacom para liderar el desarrollo digital del grupo. Dirigió proyectos de transformación de las diferentes marcas: El País, Cadena SER, Los 40, As y Cinco Días. En marzo de 2009 fue designado director general de Operaciones de Sogecable y en diciembre de ese año asumió la dirección general de Canal +. De octubre de 2014 a septiembre de 2017 fue consejero delegado de El País y Prisa Noticias.  
Considerado uno de los hombres más próximos a Juan Luis Cebrián, tres años después, en junio de 2017, fue nombrado consejero de Prisa y el 4 de septiembre de 2017 asumió el cargo de consejero delegado en sustitución de José Luis Sainz. Desde el 1 de enero de 2018 al 29 de junio de 2021 es el primer ejecutivo de Prisa. 
En abril de 2018 se anunció que sería el sucesor de Juan Luis Cebrián como presidente de El País, tras su salida definitiva del grupo tras 42 años y que el relevo se produciría el 21 de mayo, según decisión del consejo de Prisa que habría decidido simplificar y unificar la cúpula de las principales filiales del grupo. Por ello se avanzó que Mirat sustituiría a Cebrián en la presidencia del diario El País, a Iñaki Santillana en la presidencia de Grupo Santillana y a Augusto Delkáder en Prisa Radio.
Desde el 29 de junio de 2021, Prisa separa sus negocios en dos grandes áreas: Media (lo que hasta ahora era Prisa Radio y Prisa Noticias) a cargo de Carlos Núñez y Educación (Grupo Santillana) con Mirat al frente, contando así la compañía con dos CEO. Sin embargo, el 27 de julio de 2021, abandona la compañía tras 24 años, tras la negativa del presidente no ejecutivo de Prisa de sacar Santillana a Bolsa.
El 17 de octubre de 2022, quince meses después de abandonar Prisa, se incorporó a Dentsu, primer grupo de servicios publicitarios y de marketing del mercado español, como senior advisor, para colaborar en el impulso y desarrollo de todas sus iniciativas vinculadas a los campos de la innovación, la tecnología, las personas, la creatividad y los datos.
Desde el 1 de noviembre de 2024 es consejero delegado de Vocento.